# ماراتن لندن ۲۰۲۵
ماراتن لندن ۲۰۲۵ چهل و پنجمین دوره از مسابقات ماراتن لندن بود که در ۲۷ آوریل ۲۰۲۵ برگزار شد.  
برنده‌ی ماراتن الیت مردان، سباستیان ساوه بود که با زمان ۲:۰۲:۲۵ به کاخ باکینگهام رسید و برنده‌ی ماراتن الیت زنان، تیگست آصفا بود که با زمان ۲:۱۵:۵۰ به خط پایان رسید که رکورد جدیدی برای ماراتن مخصوص زنان محسوب میشد.
هر دو کلاس ویلچر توسط ورزشکاران سوئیسی فتح شد، مارسل هوگ با زمان ۱:۲۵:۲۵ هفتمین عنوان قهرمانی خود را کسب کرد و کاترین دبرونر با زمان ۱:۳۴:۱۵ برای سومین بار قهرمان شد.

### مردان

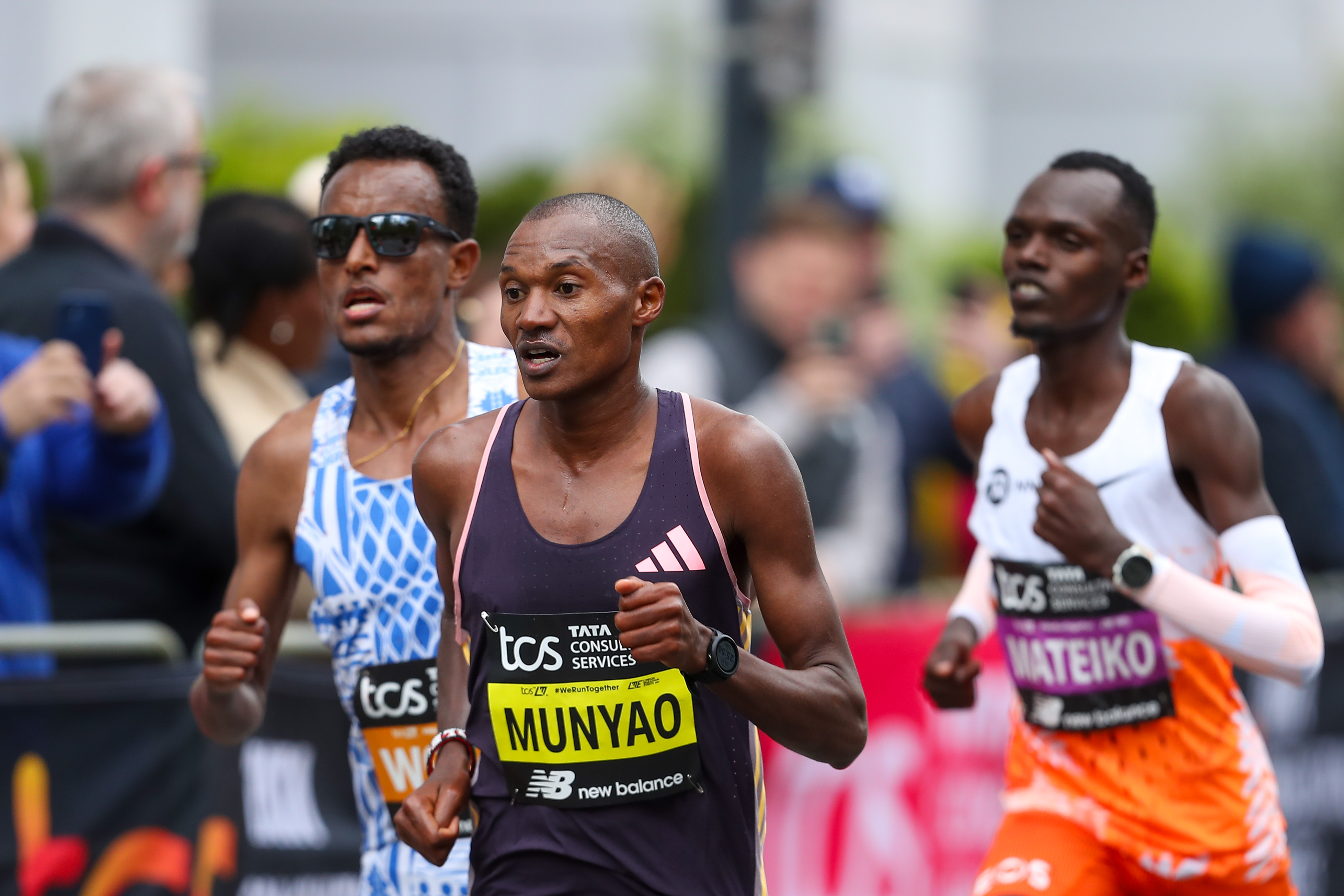
الکساندر موتیسو مونیائو، برنده سال ۲۰۲۴، در سال ۲۰۲۵ سوم شد.